# 3012 Минск
3012 Минск (енгл. 3012 Minsk) је астероид са средњом удаљеношћу од Сунца која износи 3,224 астрономских јединица (АЈ).
Апсолутна магнитуда астероида је 11,1.